# Dougaloplus transacta
Dougaloplus transacta är en ormstjärneart som först beskrevs av Jean Baptiste François René Koehler 1930.  Dougaloplus transacta ingår i släktet Dougaloplus och familjen trådormstjärnor. Inga underarter finns listade i Catalogue of Life.